# North Park (Whalsay)

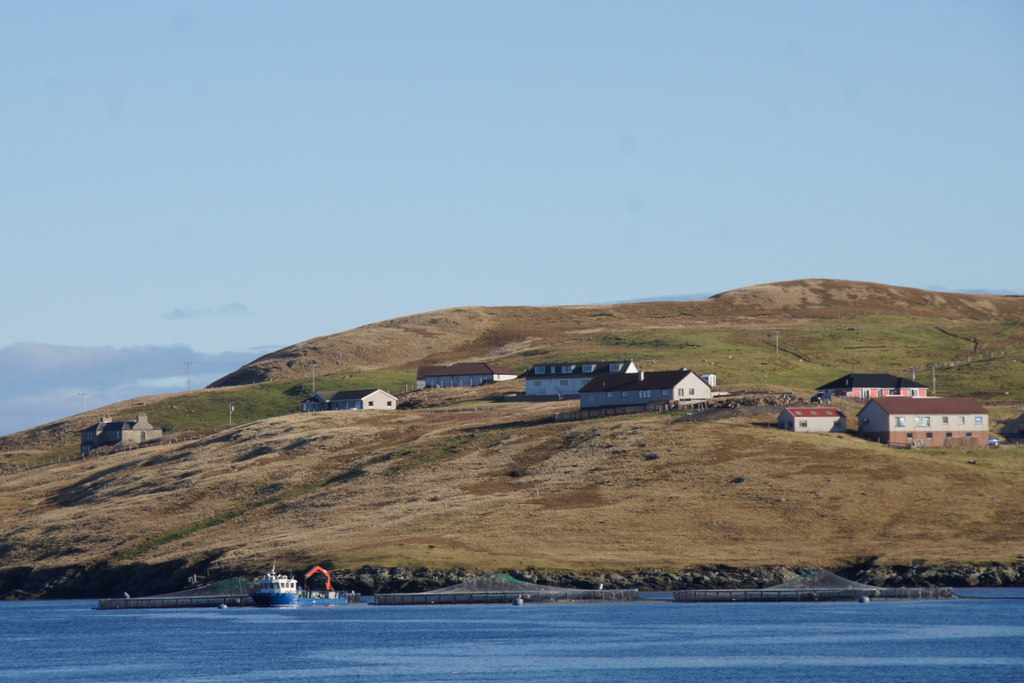
Blick auf den Ort

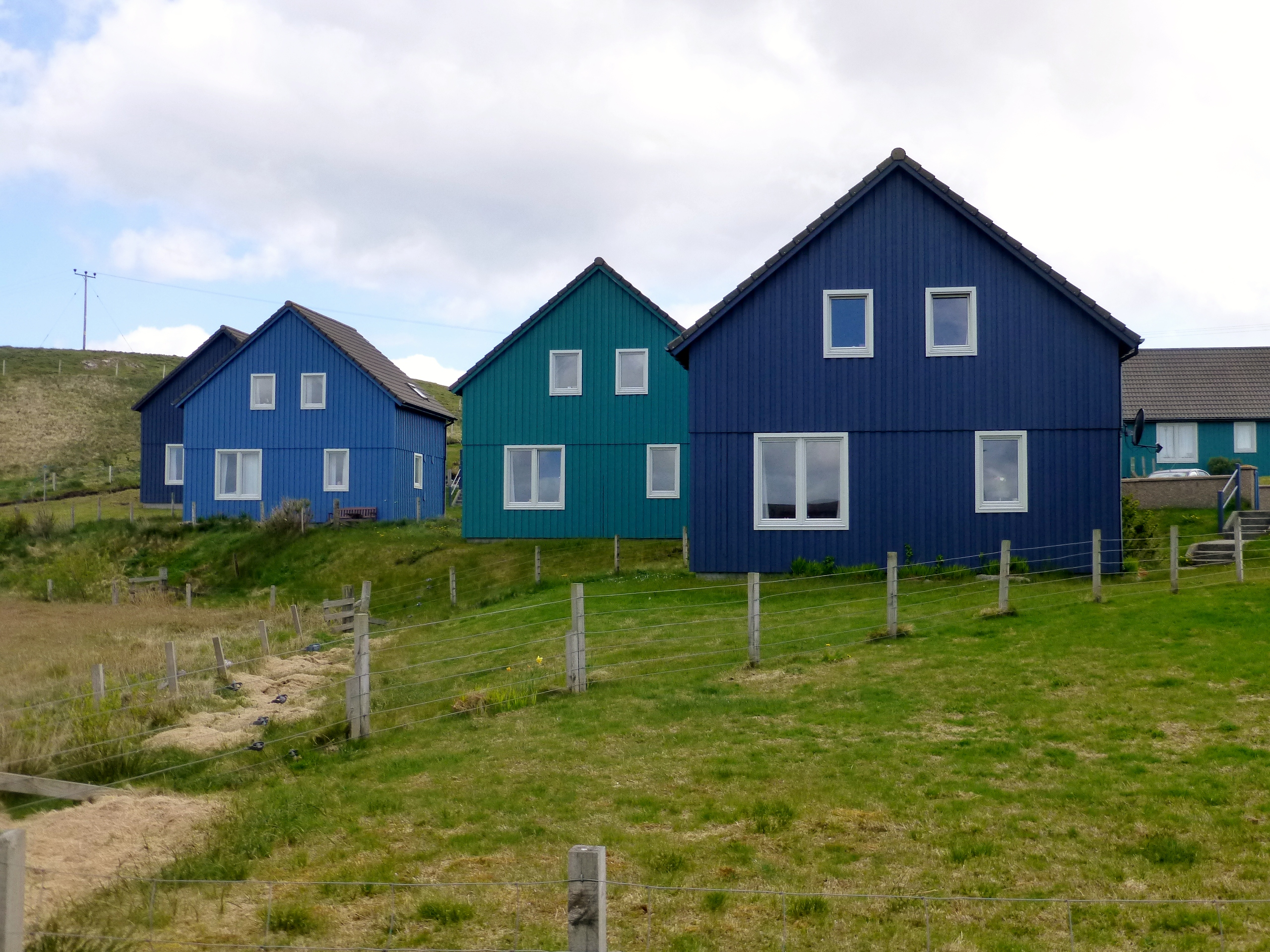
Neue Häuser in North Park

North Park ist eine Ortschaft, die im Nordosten der zu Schottland zählenden Shetlands liegt.

## Geographie
North Park liegt an der nordwestlichen Küste der Insel Whalsay, nördlich etwas erhöht über einer kleinen Bucht, die ein südöstlicher Ausläufer des Linga Sounds ist. Nach Symbister sind es achthundert Meter im Südwesten. Weitere Ortschaften in der Nähe sind Hamister im Südosten und Marrister im Norden. Zu einer Vergrößerung North Parks war es 1998 durch den Bau von vierzehn Mietshäusern gekommen.

## Historisches
Im Rahmen der historischen Gliederung Schottlands in Civil Parishes zählt North Park zu Nesting.